# Macarena (métro de Séville)
Macarena est une future station de la ligne 3 du métro de Séville. Elle sera située sous la rue Muñoz León, dans le district de Macarena, à Séville.

## Situation sur le réseau
Établie en souterrain, Macarena sera une station de passage de la ligne 3 du métro de Séville. Elle sera située après Hospital Virgen Macarena, en direction du terminus nord de Pino Montano Norte, et avant Capuchinos (Cruz Roja), en direction du terminus sud de Hospital de Valme.

## Histoire
L'emplacement de la station est présenté au public le 13 janvier 2022, lors du dévoilement du projet définitif du tronçon nord de la ligne 3.